# テルハ

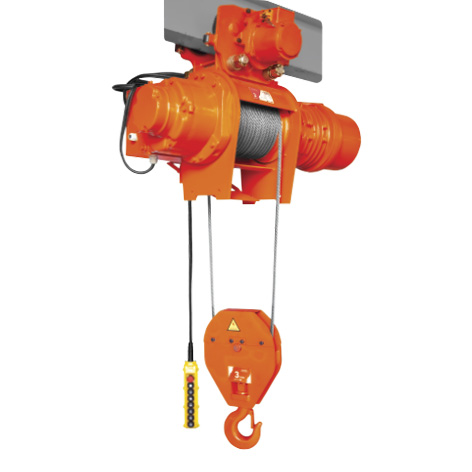
テルハ（モノレールホイスト）の主要部分

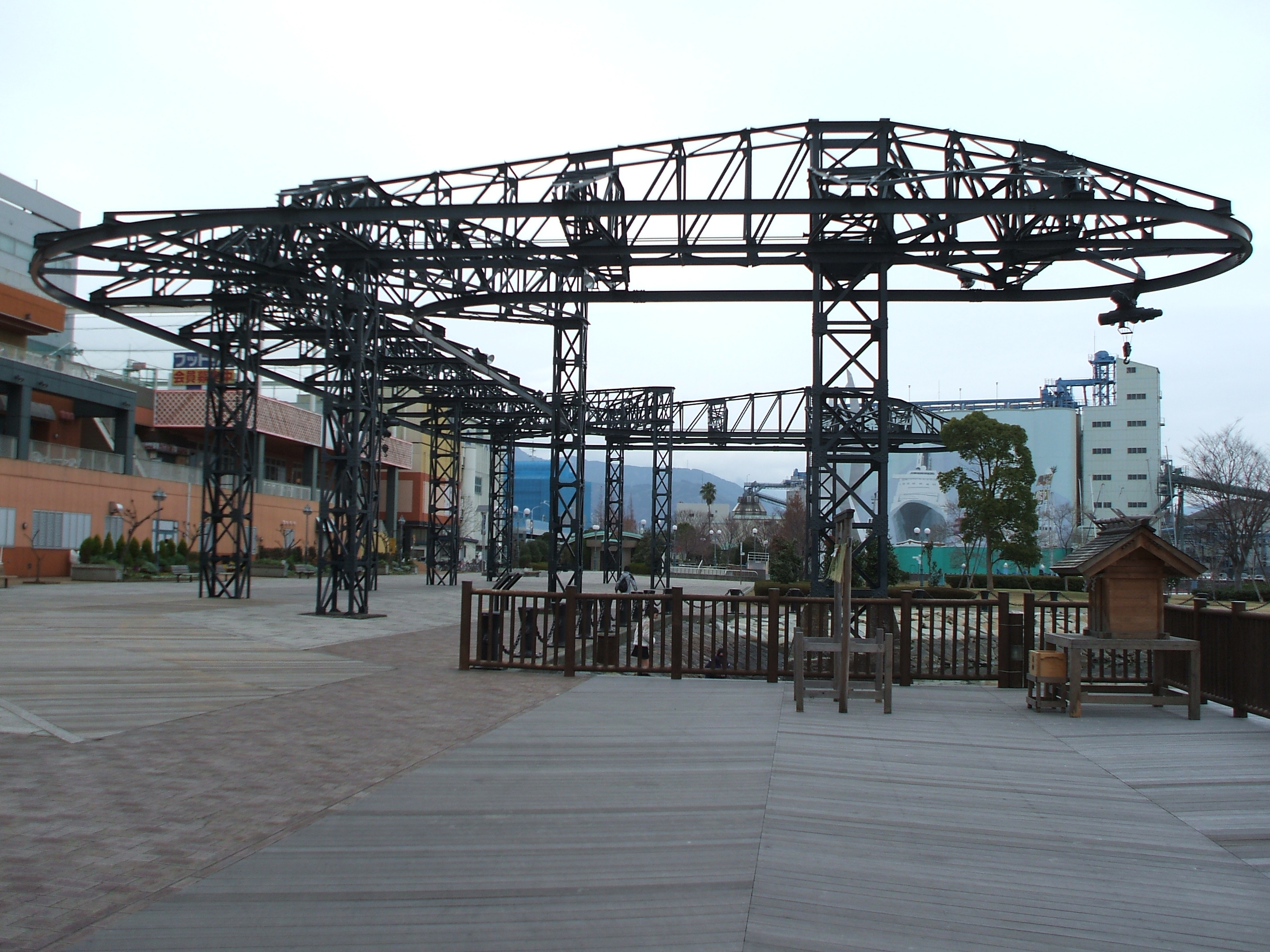
テルファークレーン（テルハ）
かつて清水港駅で使われていたもので、国の登録有形文化財に登録された

テルハ（もしくはテルファー、英語: telpher）は、クレーンの一種である。レール上をホイストが移動することから、モノレールホイストとも呼ばれる。

## 構造
高所（建物内の場合は天井）に設置されたI形鋼を横行はり（レール）として、ホイストが移動する。ホイストは荷の巻き上げ・巻き下げと、横行はりにそった横行のみを行う。運転操作は床上で行う。I形鋼を曲線やループ状にしている場合もある。

## 用途
工場内や倉庫内などで小規模な材料・製品の運搬に用いられる。

## 跨線テルハ

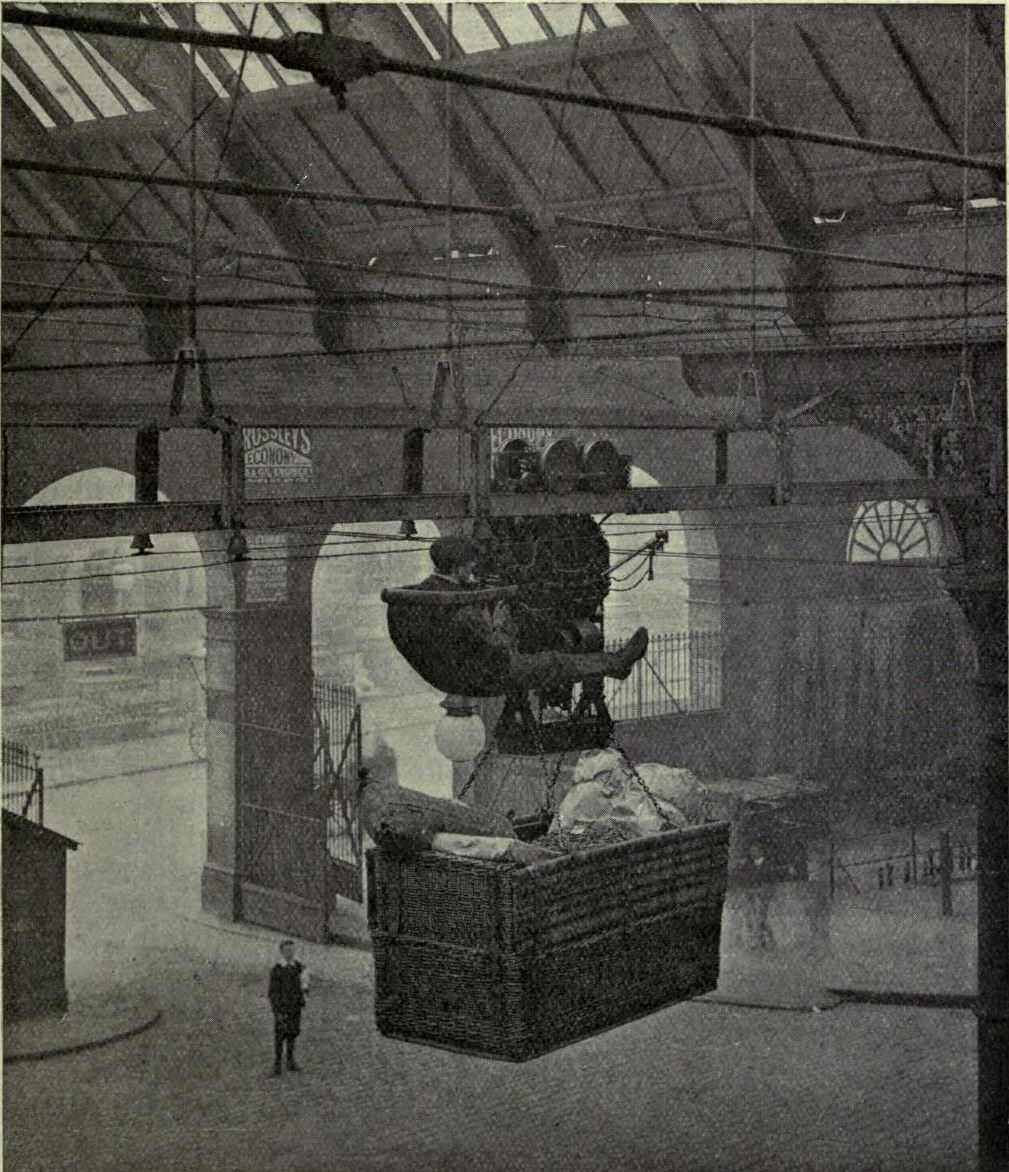
1912年、マンチェスター・ヴィクトリア駅に設置されたテルハ

### 概要
日本で独自に発展したテルハとして、鉄道駅に設置される跨線テルハがある。かつての鉄道省や日本国有鉄道（国鉄）で郵便物や鉄道小荷物（チッキ）の輸送が旺盛であったころ、プラットホーム上を牽引車（ターレットトラック等）が郵袋や荷物を積んだ台車や車輪付きボックスパレットを牽引して荷物車の扉近くまで運び、列車から降ろした荷物を窓口まで運んでいた。これらの郵便・荷物類を線路を跨いで他のプラットホームへ運ぶのは手間がかかり危険でもあったため、線路と直角な方向に桁を渡して、荷物を搭載した台車を吊り上げて輸送するテルハが主要駅に設置された。
テルハが設置されたのは主に地上の主要駅で、高架駅では荷物用エレベーター、列車本数の少ない駅では渡線車が使用された。1955年（昭和30年）の記録では、全国150台のテルハが稼働していた。

### 種類

#### モノレールホイスト式
国鉄における跨線テルハは山陽本線姫路駅に1926年（大正15年）に設備されたのが始まりで、荷物を担いで運ぶ肩荷役に代わるものとしてモノレール型電気ホイスト式のものが設けられた。1929年頃に運転操作が自動化され、手車をフックに掛けたあとは目的ホーム行きのボタンを押すだけで巻き上げ・走行・降下の動作が行われるように改良された。しかし、この形式は吊り荷を長く吊り下げ長が長くなり始動・停止時の揺動が大きいため、1933年（昭和8年）にはダブルレール型電気ホイスト式が京浜線大森駅に登場した。

#### ロープトロリ式
豪雪地帯においてモノレールホイスト式テルハの駆動電源用トロリ線（架線）が結氷し、雪で車輪が滑るなどの問題が発生したため、新たな方式が考案された。これが鉄塔の上部に機械室を固定し、ワイヤーロープの巻き上げとカウンターウェイトによって走行を行うロープトロリ式で、1937年（昭和12年）に苗穂駅および川部駅に初めて設置された。この方式は製作が容易なため国鉄工場で多く作られ、寒冷地以外にも広く普及した。戦時中に製作されたものは構造部分に古レールが活用されている。

#### クラブトロリ式
跨線テルハは荷物を満載した手車が吊られた状態で線路や列車の上を移動するため落下事故とも無縁ではなく、配線の絶縁不良によって走行路の途中で手車が降下するなどの事故も発生した。そのため、1949年度（昭和24年）には横行装置が桁の上を走行するタイプのクラブトロリ式が新たに開発されて、東海道本線川崎駅に設備された。
この方式はクラブに巻き上げと走行装置を備えるため桁が重くなる欠点があったが、電化区間の駅では、万一の荷物の落下で架線が損傷することを防ぐことができ、走行路が密閉された構造のため降雪地では風雪の影響を受けにくいという安全面の利点があり、多くの駅に採用された。この密閉式は、織物を多量に扱う八王子駅のテルハを1949年度（昭和24年）にロープトロリ式からクラブトロリ式に更新した際、ケージとクラブの側面に板を張り、荷物を雨水で濡らさないよう考慮したのが始まりだった。
これら技術面での改良によって語源であったモノレールホイストとは異なる形式に進化したが、国鉄内部では総称して跨線テルハと呼んでいた。

### 廃止
1986年の昭和61年11月1日ダイヤ改正により鉄道による郵便・荷物輸送が全廃され、跨線テルハはほとんどが撤去された。